# Karos
Karos község Borsod-Abaúj-Zemplén vármegye Cigándi járásában, Miskolctól kb. 90 kilométerre északkeletre.

## Fekvése
A Bodrogközben fekszik, a szlovák határ mentén.
A környező települések közül Karcsa 5 kilométerre keletre, Bodroghalom mintegy 8 kilométerre délnyugatra, Alsóberecki 7 kilométerre nyugatra, Felsőberecki pedig 10 kilométerre északnyugatra fekszik. Pácin és Vajdácska ugyancsak mintegy 8-8 kilométerre található (előbbi keleti, utóbbi nyugati irányban), de e két település már nem szomszédos Karossal; a két legközelebbi város a 15 kilométerre északnyugatra fekvő Sátoraljaújhely és a 16 kilométerre nyugatra fekvő Sárospatak. Észak felől szlovákiai, Bodrogszerdahelyhez (Streda nad Bodrogom) tartozó területek határolják.

### Megközelítése
A település területén végighalad a Sátoraljaújhely-Cigánd-Kisvárda között húzódó, a 37-es és 4-es főutakat összekötő 381-es főút, ez a legfontosabb közúti elérési útvonala az említett városok és főutak mindegyike felől. Vasútvonal nem érinti a települést.

## Története
Karos az ország egyik leggazdagabb honfoglalás kori régészeti lelőhelye. A 10. században valamelyik honfoglaló fejedelmünk szálláshelye lehetett a környék.
Karost 1392-ben említik először. 1880-ban tűzvész pusztította el.
Az első bécsi döntés által visszacsatolt felvidéki területekre bevonuló miskolci 7. dandár egyik alakulata a község határsorompójánál lépte át 1938. november 6-án a trianoni határokat. A helybéli és a bodrogszerdahelyi lakosok ünneplő tömege jelenlétében délelőtt 10 órakor nyitották fel a feldíszített sorompót és vette kezdetét a honvédség biztosító előőrseinek bevonulása.

## Közélete

### Polgármesterei
- 1990–1994: Zalai Gyula (független)[4]
- 1994–1998: Zalai Gyula (független)[5]
- 1998–2002: Sáfrányos József (független)[6]
- 2002–2006: Sáfrányos József (független)[7]
- 2006–2010: Kulcsár Nándor Zoltán (független)[8]
- 2010–2014: Kulcsár Nándor Zoltán (független)[9]
- 2014–2016: Torma Gábor (független)[10]
- 2016–2019: Dakos János (független)[11]
- 2019–2024: Dakos János (független)[12]
- 2024– : Dakos János (független)[1]

A településen 2016. május 8-án időközi polgármester-választást tartottak, az előző polgármester lemondása miatt.

## Népesség
A település népességének változása:
| Lakosok száma | 487  | 473  | 487  | 459  | 509  | 499  | 517  |
|               | 2013 | 2014 | 2015 | 2021 | 2022 | 2023 | 2024 |

2001-ben a település lakosságának 96%-a magyar, 4%-a cigány nemzetiségűnek vallotta magát.
A 2011-es népszámlálás során a lakosok 88,9%-a magyarnak, 11,7% cigánynak, 0,2% németnek, 0,4% szlováknak mondta magát (11,1% nem nyilatkozott; a kettős identitások miatt a végösszeg nagyobb lehet 100%-nál). A vallási megoszlás a következő volt: római katolikus 18,2%, református 43,5%, görögkatolikus 11,9%, felekezeten kívüli 9,1% (17% nem válaszolt).
2022-ben a lakosság 85,7%-a vallotta magát magyarnak, 15,3% cigánynak, 1,6% szlováknak, 0,2% ukránnak, 0,8% egyéb, nem hazai nemzetiségűnek (12,6% nem nyilatkozott; a kettős identitások miatt a végösszeg nagyobb lehet 100%-nál). Vallásuk szerint 11,6% volt római katolikus, 32,6% református, 8,4% görög katolikus, 0,4% egyéb keresztény, 3,9% felekezeten kívüli (42,8% nem válaszolt).

## Látnivalók
- Honfoglalás Kori Látogatóközpont
- Millenniumi emlékmű a háború elesettjeinek emlékére
- Református templom
- Katolikus templom
- Honfoglalás kori Régészeti Park és Emlékhely

### Honfoglalás kori Régészeti Park
A település határában található történelmi emlékhely a Honfoglalás kori Régészeti Parkhoz tartozik. (A park másik része a honfoglalás kori skanzen a közeli Kisrozvágyon működött.)
A község határában, Eperjesszög II. temetőhalma alatt tárták fel az egyik leggazdagabb sírmellékletű honfoglalás kori temetőt: többek között díszes szablyákat, övvereteket, tarsolylemezeket és pénzérméket (arab dirhemek és nyugat-európai veretek) is találtak. Mindez azt mutatja, hogy a honfoglaló magyarság uralkodó nagyfejedelme ebben a térségben építette ki első hatalmi központját. A temetőhalmon a feltárt 73 sírhely megjelölésével készült el a honfoglalók temetőjének rekonstrukciója. A sírjelek mellett a halmon kopjafa áll, a hét vezér jelképeivel.

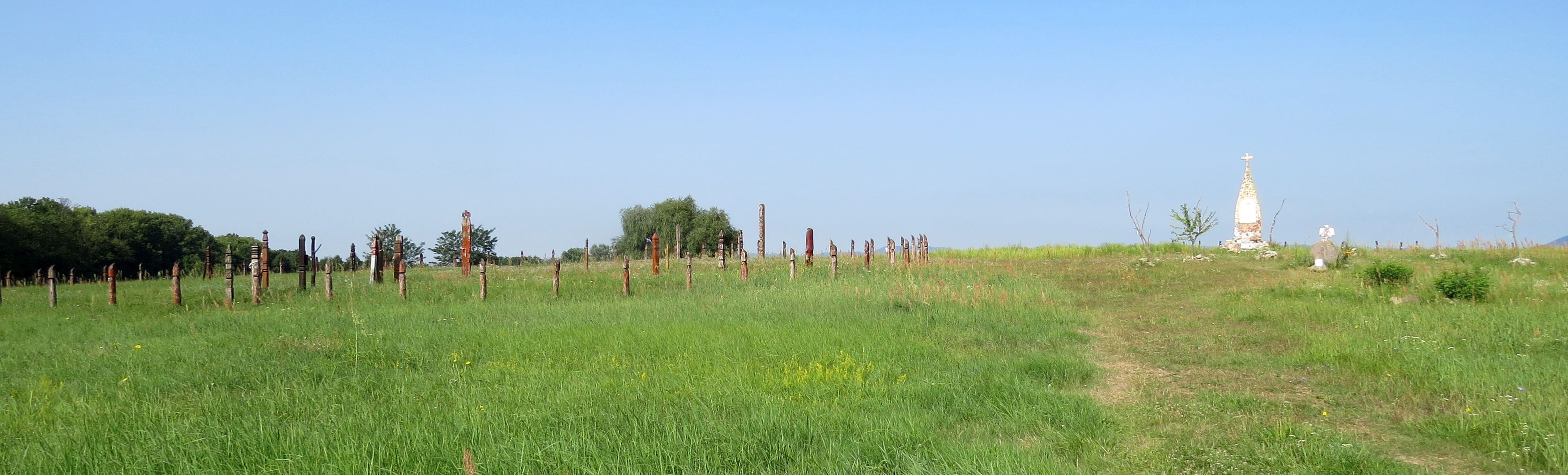
A karosi honfoglalás kori temető a bejárat felől 2021-ben

#### A lelőhely feltárásának története
1899-ben az egyik környékbeli tanyán – a Sennyey család birtokán – gazdag lovas sírokat fedeztek fel a földművesek répavermelés közben. A leleteket Berecz Károly alsóberecki tanító gyűjtötte össze és adta át Dókus Gyulának, Zemplén vármegye alispánjának és lelkes amatőr régésznek, aki azt tervezte, hogy a következő tavasszal ásatásokat fog végezni a területen. Hivatali elfoglaltsága miatt azonban erre nem került sor. Csak az 1930-as években kerültek elő újabb leletek. A kapzsiságból feldúlt 40-50 sírból származó, arany- és ezüstékszerek egy becsületes sátoraljaújhelyi ékszerész közreműködésével a Magyar Nemzeti Múzeumba kerültek.

## További információk

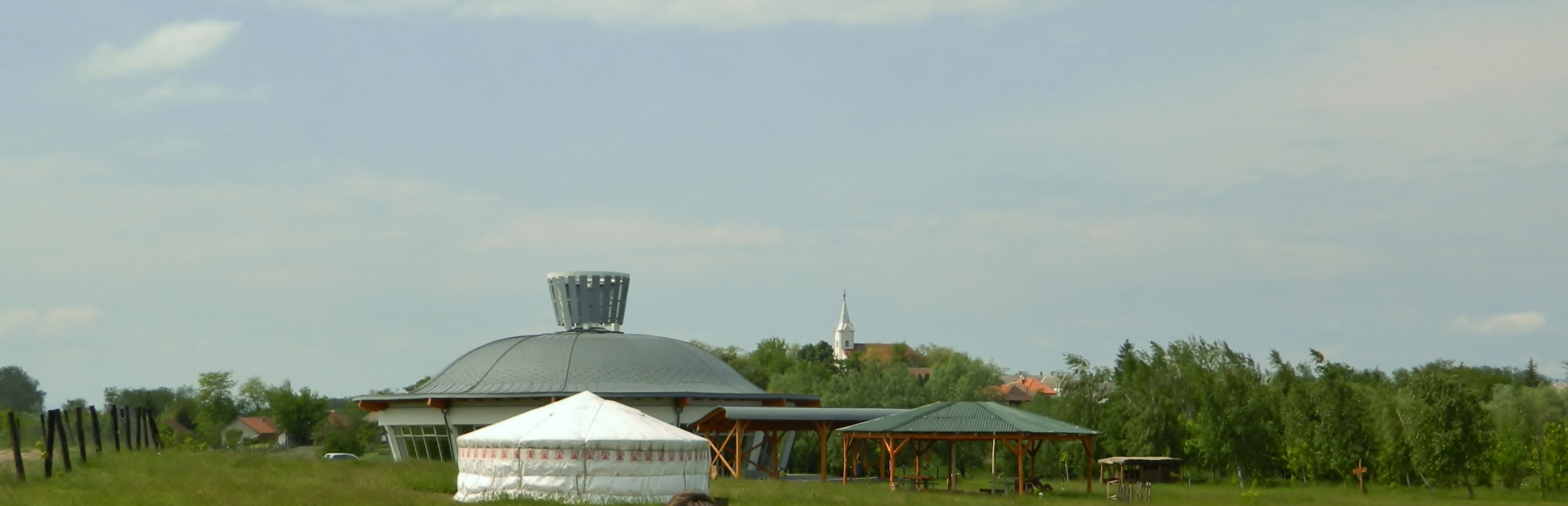
Karos Honfoglalás Kori Látogató Központ